# Diferencijalna geometrija
Diferencijalna geometrija bavi se izučavanjem geometrijskih svojstava prostora na kojima se mogu primjenjivati metode diferencijalnog računa. Primjeri takvih prostora jesu glatke mnogostrukosti, glatke orbistrukosti, stratificirane mnogostrukosti i slično.
Diferencijalna geometrija je grana matematike koja proučava glatke prostore poput zakrivljenih površina, glatkih mnogostrukosti i višedimenzionalnih prostora.
Ključni objekti proučavanja diferencijalne geometrije su glatke mnogostrukosti (eng. manifolds), koje predstavljaju {\displaystyle N} - dimenzionalne prostore koji lokalno izgledaju kao Euklidski prostor, a u kojima se fizička stanja sustava mogu glatko mijenjati.
Nadalje, ostali objekti proučavanja su vektorska polja, koja opisuju gibanje, diferencijalne forme koje omogućuju integraciju preko tih prostora. Posebno važnu ulogu igraju Liejeve grupe i algebre, koje opisuju simetrije mehaničkih sustava i njihovu dinamiku.